# KNVB-Pokal 1956/57
Der KNVB-Pokal 1956/57 war die 40. Auflage des niederländischen Fußball-Pokalwettbewerbs. Pokalsieger wurde Fortuna ’54 Geleen. Das Team setzte sich im Finale gegen Feijenoord Rotterdam durch.
Wegen mangelnden Zuschauerinteresse wurde in den vergangenen sechs Jahren kein Pokalwettbewerb durchgeführt. 

## Modus
Alle Begegnungen wurden in einem Spiel ausgetragen. Bis einschließlich der dritten Runde war bei unentschiedenem Ausgang die auswärts spielende Mannschaft für die nächste Runde qualifiziert. Ab der vierten Runde wurde bei einem Unentschieden das Spiel auf des Gegners Platz wiederholt.

## 1. Runde

### Distrikt West 1
| Datum      |                      | Ergebnis |                      |
| ---------- | -------------------- | -------- | -------------------- |
| 19.08.1956 | Blauw Wit Amsterdam  | 5:2      | Haarlemse FC EDO     |
| 19.08.1956 | HFC Haarlem          | 2:1      | RC Heemstede         |
| 19.08.1956 | FC Hilversum         | 2:2      | VV Stichtse Boys     |
| 19.08.1956 | Heldersche RC        | 1:4      | VV Alkmaar ʼ54       |
| 19.08.1956 | Velox Utrecht        | 1:1      | HVV 't Gooi          |
| 19.08.1956 | AVV De Volewijckers  | 4:1      | VVA Amsterdam        |
| 19.08.1956 | UVS Leiden           | 5:2      | RKVV Velsen          |
| 19.08.1956 | VSV Velsen           | 3:0      | RKSV TYBB            |
| 19.08.1956 | DWSV Utrecht         | 1:3      | Stormvogels IJmuiden |
| 26.08.1956 | Ajax Amsterdam       | 6:1      | AVV Zeeburgia        |
| 26.08.1956 | DWS Amsterdam        | 1:2      | DWV Amsterdam        |
| 26.08.1956 | VV Breesaap          | 1:5      | RKSV Volendam        |
| 26.08.1956 | ZVV Zandvoortmeeuwen | 1:4      | Zaanlandsche FC      |
| 29.08.1956 | RKSV DCG Amsterdam   | 3:4      | BVC Amsterdam        |
| 16.09.1956 | Kooger FC            | 2:0      | QSC Wormerveer       |

### Distrikt West 2
| Datum      |                      | Ergebnis |                     |
| ---------- | -------------------- | -------- | ------------------- |
| 19.08.1956 | RV & AV Neptunus     | 1:4      | Sparta Rotterdam    |
| 19.08.1956 | RKSV Blauw Zwart     | 3:1      | DHC Delft           |
| 19.08.1956 | DCV Krimpen          | 1:1      | Excelsior Rotterdam |
| 19.08.1956 | SV DHL Delft         | 2:3      | VV ONA Gouda        |
| 19.08.1956 | SC Emma Dordrecht    | 1:3      | EBOH Dordrecht      |
| 19.08.1956 | MSV & AV Flakkee     | 1:4      | Hermes DVS          |
| 19.08.1956 | Fortuna Vlaardingen  | 1:1      | HVV Archipel        |
| 19.08.1956 | SVV Schiedam         | 3:0      | GVV Unitas          |
| 19.08.1956 | ADO Den Haag         | 7:0      | AVV Alphen          |
| 25.08.1956 | Feijenoord Rotterdam | 9:3      | SV De Musschen      |
| 25.08.1956 | SVW Gorinchem        | 1:6      | Dordrechtsche FC    |
| 25.08.1956 | RFC Xerxes           | 5:2      | CVV Rotterdam       |
| 08.09.1956 | RVV COAL             | 0:7      | SHS Scheveningen    |

### Distrikt Nord
| Datum      |                     | Ergebnis |                     |
| ---------- | ------------------- | -------- | ------------------- |
| 18.08.1956 | WVV Winschoten      | 1:2      | GVV Velocitas 1897  |
| 19.08.1956 | VV BNC Finsterwolde | 1:0      | SV Zwolsche Boys    |
| 19.08.1956 | GVAV Rapiditas      | 2:1      | Hellas VC Groningen |
| 19.08.1956 | VV Nieuw Buinen     | 3:2      | Go Ahead Deventer   |
| 19.08.1956 | PEC Zwolle          | 2:2      | VV Nicator          |
| 21.08.1956 | VV Heerenveen       | 1:0      | LVV Friesland       |
| 25.08.1956 | VV Leeuwarden       | 5:0      | Friesche VC         |
| 26.08.1956 | VV Veendam          | 5:1      | Achilles 1894       |
| 28.08.1956 | VV Gruno            | 0:7      | Be Quick 1887       |

### Distrikt Ost
| Datum      |                     | Ergebnis |                     |
| ---------- | ------------------- | -------- | ------------------- |
| 19.08.1956 | SC Dieren           | 03:17    | HVC Amersfoort      |
| 19.08.1956 | SC Doesburg         | 2:7      | AGOVV Apeldoorn     |
| 19.08.1956 | Quick '20 Oldenzaal | 0:2      | VV Oldenzaal        |
| 19.08.1956 | VV Rigtersbleek     | 2:3      | EVV Phenix Enschede |
| 19.08.1956 | HVV Tubantia        | 7:0      | AZC Zutphen         |
| 19.08.1956 | Vitesse Arnheim     | 6:2      | AWC Wijchen         |
| 19.08.1956 | WAVV                | 1:7      | VV Elinkwijk        |
| 19.08.1956 | WVC Winterswijk     | 4:5      | VV Rheden           |
| 19.08.1956 | SV Zeist            | 6:1      | VV Veenendaal       |
| 19.08.1956 | ASV Zuid Arnhem     | 3:7      | BV De Graafschap    |
| 26.08.1956 | Heracles Almelo     | 3:0      | HVV Hengelo         |
| 26.08.1956 | WVV Wageningen      | 2:3      | SC Hees             |

### Distrikt Süd 1
| Datum      |                    | Ergebnis |                 |
| ---------- | ------------------ | -------- | --------------- |
| 19.08.1956 | VV Baardwijk       | 0:4      | PSV Eindhoven   |
| 19.08.1956 | VV Baronie         | 2:1      | RSC Alliance    |
| 19.08.1956 | VV Gemert          | 1:9      | VV Eindhoven    |
| 19.08.1956 | RAC Rijen          | 2:1      | TSV LONGA       |
| 19.08.1956 | RBC Roosendaal     | 7:0      | RKVV Roosendaal |
| 19.08.1956 | RPC Eindhoven      | 2:3      | TSV NOAD        |
| 19.08.1956 | TOP Oss            | 4:2      | LEW Endhoven    |
| 19.08.1956 | VES '35 Oudenbosch | 2:2      | SV DOSKO        |
| 19.08.1956 | RKVV Wilhelmina    | 2:1      | VV Bladella     |
| 26.08.1956 | VV DESK            | 02:10    | NAC Breda       |
| 26.08.1956 | Willem II Tilburg  | 6:4      | RKDVC Drunen    |

### Distrikt Süd 2
| Datum      |                     | Ergebnis |                      |
| ---------- | ------------------- | -------- | -------------------- |
| 19.08.1956 | RKSV Heer           | 0:2      | RKSV Sittardia       |
| 19.08.1956 | RKSV Helmondia '55  | 4:0      | SV Venray            |
| 19.08.1956 | SV Limburgia        | 3:1      | RKVV Waubach         |
| 19.08.1956 | MVV Maastricht      | 7:1      | RKVVL Maastricht     |
| 19.08.1956 | VVV-Venlo           | 1:0      | SC Irene             |
| 19.08.1956 | RKSV Wittenhorst    | 1:3      | HVV Helmond          |
| 23.08.1956 | Fortuna ’54 Geleen  | 4:1      | SV Maurits Lutterade |
| 26.08.1956 | Roda Sport Kerkrade | 7:3      | RKVV Miranda         |
| 26.08.1956 | Simpelveldse Boys   | 0:5      | Rapid JC Herleen     |
| 26.08.1956 | VV De Valk          | 2:2      | IVO Veld             |

## 2. Runde
| Datum      |                      | Ergebnis |                      |
| ---------- | -------------------- | -------- | -------------------- |
| 08.09.1956 | Zaanlandsche FC      | 6:3      | VV Stichtse Boys     |
| 15.09.1956 | HVV Archipel         | 1:2      | Hermes DVS           |
| 16.09.1956 | ADO Den Haag         | 11:10    | Blauw Wit Amsterdam  |
| 16.09.1956 | Ajax Amsterdam       | 3:2      | Stormvogels IJmuiden |
| 16.09.1956 | BVC Amsterdam        | 5:1      | DWV Amsterdam        |
| 16.09.1956 | VV BNC Finsterwolde  | 0:4      | GVAV Rapiditas       |
| 16.09.1956 | Dordrechtsche FC     | 3:0      | EBOH Dordrecht       |
| 16.09.1956 | SV DOSKO             | 2:3      | NAC Breda            |
| 16.09.1956 | VV Elinkwijk         | 2:1      | SV Zeist             |
| 16.09.1956 | Feijenoord Rotterdam | 7:2      | VV ONA Gouda         |
| 16.09.1956 | RKSV Helmondia '55   | 5:1      | Willem II Tilburg    |
| 16.09.1956 | Heracles Almelo      | 3:2      | AGOVV Apeldoorn      |
| 16.09.1956 | IVO Velden           | 2:6      | VV Eindhoven         |
| 16.09.1956 | MVV Maastricht       | 0:2      | Rapid JC Herleen     |
| 16.09.1956 | VV Nieuw Buinen      | 00:13    | VV Leeuwarden        |
| 16.09.1956 | EVV Phenix Enschede  | 1:3      | HVV Tubantia         |
| 16.09.1956 | PSV Eindhoven        | 5:1      | HVV Helmond          |
| 16.09.1956 | RKSV Sittardia       | 0:1      | Roda Sport Kerkrade  |
| 16.09.1956 | SVV Schiedam         | 3:0      | Excelsior Rotterdam  |
| 16.09.1956 | VV Veendam           | 5:1      | VV Nicator           |
| 16.09.1956 | GVV Velocitas 1897   | 3:3      | Be Quick 1887        |
| 16.09.1956 | Vitesse Arnheim      | 1:3      | VV Rheden            |
| 16.09.1956 | RKSV Volendam        | 5:4      | Blauw Wit Amsterdam  |
| 16.09.1956 | VSV Velsen           | 3:1      | AVV De Volewijckers  |
| 16.09.1956 | VVV-Venlo            | 3:1      | TOP Oss              |
| 16.09.1956 | RKVV Wilhelmina      | 1:2      | HVC Amersfoort       |
| 16.09.1956 | RFC Xerxes           | 3:4      | Sparta Rotterdam     |
| 23.09.1956 | VV Heerenveen        | 1:2      | VV Oldenzaal         |
| 10.10.1956 | RAC Rijen            | 0:1      | RBC Roosendaal       |
| 13.10.1956 | HVV 't Gooi          | 3:1      | Kooger FC            |
| 13.10.1956 | UVS Leiden           | 2:2      | SHS Scheveningen     |
| 14.10.1956 | HFC Haarlem          | 0:1      | VV Alkmaar ʼ54       |
| 03.11.1956 | VV Baronie           | 1:1      | TSV NOAD             |
| 04.11.1956 | SC Hees              | 1:2      | BV De Graafschap     |
| 04.12.1956 | SV Limburgia         | 1:2      | Fortuna ’54 Geleen   |

## Zwischenrunde
| Datum      |                  | Ergebnis |                     |
| ---------- | ---------------- | -------- | ------------------- |
| 13.10.1956 | NAC Breda        | 3:0      | Roda Sport Kerkrade |
| 13.10.1956 | RKSV Volendam    | 3:0      | Ajax Amsterdam      |
| 26.12.1956 | BV De Graafschap | 0:2      | VV Oldenzaal        |

## 3. Runde
| Datum      |                    | Ergebnis |                      |
| ---------- | ------------------ | -------- | -------------------- |
| 26.12.1956 | ADO Den Haag       | 3:2      | RKSV Volendam        |
| 26.12.1956 | BVC Amsterdam      | 2:0      | VSV Velsen           |
| 26.12.1956 | Dordrechtsche FC   | 2:6      | Feijenoord Rotterdam |
| 26.12.1956 | VV Elinkwijk       | 1:2      | Be Quick 1887        |
| 26.12.1956 | Fortuna ’54 Geleen | 7:0      | Roda Sport Kerkrade  |
| 26.12.1956 | HVV 't Gooi        | 2:0      | Heracles Almelo      |
| 26.12.1956 | GVAV Rapiditas     | 0:1      | VV Veendam           |
| 26.12.1956 | RKSV Helmondia '55 | 2:1      | VV Eindhoven         |
| 26.12.1956 | HVC Amersfoort     | 2:1      | HVV Tubantia         |
| 26.12.1956 | VV Leeuwarden      | 2:0      | VV Alkmaar ʼ54       |
| 26.12.1956 | NAC Breda          | 2:3      | Hermes DVS           |
| 26.12.1956 | TSV NOAD           | 0:0      | VV Rheden            |
| 26.12.1956 | PSV Eindhoven      | 0:1      | RBC Roosendaal       |
| 26.12.1956 | SVV Schiedam       | 1:2      | SHS Scheveningen     |
| 26.12.1956 | Zaanlandsche FC    | 2:1      | Sparta Rotterdam     |
| 01.01.1957 | VV Oldenzaal       | 0:4      | VVV-Venlo            |

## 4. Runde
| Datum      |                    | Ergebnis |                      |
| ---------- | ------------------ | -------- | -------------------- |
| 03.03.1957 | HVV 't Gooi        | 0:0      | BVC Amsterdam        |
| 03.03.1957 | RKSV Helmondia '55 | 3:4      | Fortuna ’54 Geleen   |
| 03.03.1957 | Hermes DVS         | 2:2      | Feijenoord Rotterdam |
| 03.03.1957 | VV Leeuwarden      | 2:0      | RBC Roosendaal       |
| 03.03.1957 | VV Rheden          | 2:4      | ADO Den Haag         |
| 03.03.1957 | SHS Scheveningen   | 4:2      | Be Quick 1887        |
| 03.03.1957 | VV Veendam         | 1:2      | HVC Amersfoort       |
| 03.03.1957 | VVV-Venlo          | 6:1      | Zaanlandsche FC      |

### Wiederholungsspiele
| Datum      |                      | Ergebnis |             |
| ---------- | -------------------- | -------- | ----------- |
| 10.04.1957 | BVC Amsterdam        | 3:1      | HVV 't Gooi |
| 10.04.1957 | Feijenoord Rotterdam | 5:1      | Hermes DVS  |

## Viertelfinale
| Datum      |                  | Ergebnis |                      |
| ---------- | ---------------- | -------- | -------------------- |
| 03.03.1957 | ADO Den Haag     | 0:0      | BVC Amsterdam        |
| 03.03.1957 | SHS Scheveningen | 2:3      | Fortuna ’54 Geleen   |
| 03.03.1957 | HVC Amersfoort   | 3:1      | VV Leeuwarden        |
| 03.03.1957 | VVV-Venlo        | 1:6      | Feijenoord Rotterdam |

### Wiederholungsspiele
| Datum      |               | Ergebnis  |               |
| ---------- | ------------- | --------- | ------------- |
| 25.04.1957 | BVC Amsterdam | 1:1 n. V. | ADO Den Haag  |
| 08.05.1957 | ADO Den Haag  | 4:3       | BVC Amsterdam |

## Halbfinale
| Datum      |                      | Ergebnis  |                    |
| ---------- | -------------------- | --------- | ------------------ |
| 30.05.1957 | ADO Den Haag         | 1:2 n. V. | Fortuna ’54 Geleen |
| 10.06.1957 | Feijenoord Rotterdam | 8:1       | HVC Amersfoort     |

## Finale
| Fortuna ’54 Geleen                              | Fortuna ’54 Geleen | Feijenoord Rotterdam | Feijenoord Rotterdam |
| ----------------------------------------------- | --- | --- | -------------------- |
| Fortuna ’54 Geleen                              | \| 16. Juni 1957 in Rotterdam (Stadion Feijenoord) \| \| Ergebnis: 4:2 (1:2) \| \| Zuschauer: 35.000 \| \| Schiedsrichter: Jan Bronkhorst \| \| Spielbericht \|                                        | \| 16. Juni 1957 in Rotterdam (Stadion Feijenoord) \| \| Ergebnis: 4:2 (1:2) \| \| Zuschauer: 35.000 \| \| Schiedsrichter: Jan Bronkhorst \| \| Spielbericht \|                                                      | Feijenoord Rotterdam |
| Fortuna ’54 Geleen                              | Frans de Munck – Wim Dormans, Guus Rabuda – Jan Notermans, Cor van der Hart, Jean Munsters – Henk Angenent, Arie Pieneman, Bram Appel, André Ravenstein, Bart Carlier Cheftrainer: Friedrich Donenfeld | Bram Panman – Nico Roodbergen, Jan Brilleman – Piet Steenbergen, Cor Veldhoen, Rini van Woerden – Toon Meerman, Aad Bak, Cor van der Gijp, Henk Schouten, Coen Moulijn (Wim de Kreek) Cheftrainer: Jaap van der Leck | Feijenoord Rotterdam |
| Fortuna ’54 Geleen                              | 1:1 Bram Appel (14.) 2:2 André Ravenstein (78.) 3:2 Bram Appel (80.) 4:2 Bram Appel (81.) | 0:1 Henk Schouten (1.) 1:2 Aad Bak (42.) | Feijenoord Rotterdam |
| 16. Juni 1957 in Rotterdam (Stadion Feijenoord) | | |                      |
| Ergebnis: 4:2 (1:2)                             | | |                      |
| Zuschauer: 35.000                               | | |                      |
| Schiedsrichter: Jan Bronkhorst                  | | |                      |
| Spielbericht                                    | | |                      |